# Ceratozetes minimus
Ceratozetes minimus är en spindeldjursart som beskrevs av Sellnick 1928. Ceratozetes minimus ingår i släktet Ceratozetes, och familjen Ceratozetidae. Arten är reproducerande i Sverige.